# Desmidium cylindricum
Desmidium cylindricum là một loài Song tinh tảo trong họ Desmidiaceae, thuộc chi Desmidium.